# Mark Drakeford

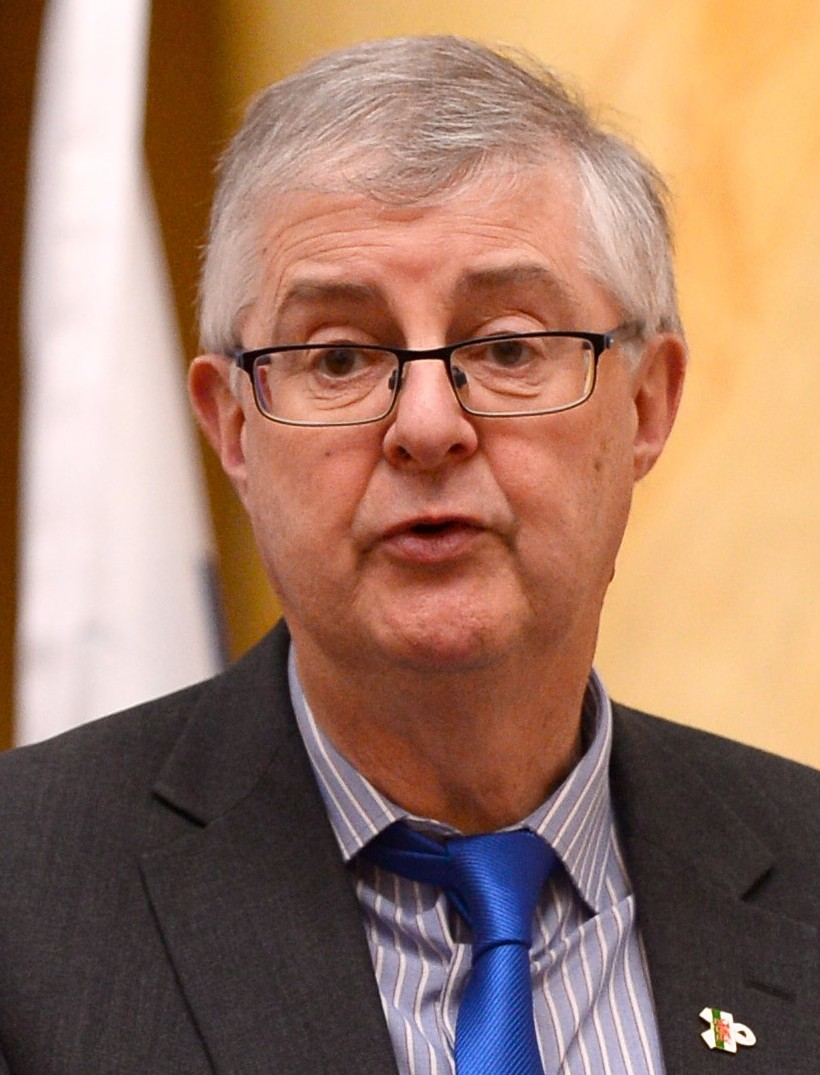
Mark Drakeford (2017)

Mark Drakeford (geboren am 19. September 1954 in Carmarthen) ist ein britischer Politiker. Vom 6. November 2018 bis 16. März 2024 war er Vorsitzender der Welsh Labour Party und vom 13. Dezember 2018 bis 20. März 2024 war er zudem Regierungschef von Wales. In beiden Ämtern folgte er auf Carwyn Jones, in beiden Ämtern folgte ihm Vaughan Gething.

## Ausbildung und beruflicher Werdegang
Geboren wurde Drakeford in der Ortschaft Carmarthen im Westen von Wales, wo er auch aufwuchs. Sein Vater war Lehrer, seine Großeltern waren Bauern. Nach seinem Schulabschluss studierte er Latein an der University of Kent. 1979 kam er nach Pontcanna, einer Gemeinde in der Principal Area Cardiff, wo er seither lebt. Er arbeitete dort als Bewährungshelfer, kümmerte sich um straffällig gewordene Jugendliche und leitete Barnardoprojekte in den Orten Ely und Caraeu. Die beruflich gemachten Erfahrungen erwogen ihn, eine Lehrtätigkeit an Hochschulen in den Bereichen Sozialpolitik und angewandte Sozialwissenschaft aufzunehmen, zunächst als Lecturer an der Universität Swansea und später als Professor an der Universität Cardiff.

## Politik
Erste Erfahrungen in der Politik machte Drakeford zwischen 1985 und 1993 als Mitglied der Bezirksversammlung von South Glamorgan; dort kümmerte er sich insbesondere um Fragen der Bildungspolitik. Bei der Wahl im Mai 1999 bewarb er sich um einen Sitz in der Nationalversammlung für Wales im Wahlkreis Cardiff Central, unterlag aber Jenny Randerson von den Liberaldemokraten. Zwischen 2000 und 2010 war Drakeford Berater der walisischen Regierung in Fragen der Gesundheits- und Sozialpolitik und anschließend Mitarbeiter des früheren First Minister Rhodri Morgan. In dieser Zeit prägte Drakeford den Begriff „clear red water“ (deutsch klares, rotes Wasser), um die politischen Vorstellungen Morgans von Tony Blairs „New Labour“ abzugrenzen. Da Morgan bereits zuvor seinen Rückzug aus der Politik verkündet hatte, konnte Drakeford bei der Wahl im Mai 2011 dessen Sitz in der Nationalversammlung für den Wahlkreis Cardiff West übernehmen. Dort saß er unter anderem dem Parlamentsausschuss für Gesundheit und soziale Sicherheit vor. Im Mai 2013 wechselte er, bei gleichem Aufgabenfeld, als Staatssekretär auf die Regierungsbank. Nachdem Drakeford im Mai 2016 sein Mandat verteidigt hatte, wurde er zum Minister für Finanzen und Lokalverwaltung berufen. Im Rahmen einer Regierungsumbildung gab er den letzteren Bereich am 3. November 2017 an Alun Davies ab, und wurde stattdessen für die Vorbereitung auf den Brexit zuständig. In dieser Funktion verkündete er im September 2018, dass er ein zweites Referendum für den Fall befürwortete, dass in einer Austrittsvereinbarung die Rechte der Arbeitnehmer nicht ausreichend geschützt wären. Im Übrigen unterstütze er die Auffassung der Gewerkschaften, letztlich die Wählerschaft über den Austritt entscheiden zu lassen.
Nachdem der Labour-Vorsitzende und First Minister Carwyn Jones seinen Rückzug aus der aktiven Politik angekündigt hatte, bewarb sich Drakeford bei der nachfolgend durchgeführten Urabstimmung um den Parteivorsitz. Er galt von vornherein als Favorit und konnte sich am 6. Dezember 2018 in der Stichwahl gegen Vaughan Gething durchsetzen; Eluned Morgan war bereits zuvor ausgeschieden. Am 12. Dezember wählte ihn das Parlament auch zum neuen Regierungschef. Er erhielt 30 Stimmen; auf seine Gegenkandidaten, den konservativen Paul Davies entfielen 12, auf Adam Price von Plaid Cymru 9 Stimmen. Die Abgeordneten der UK Independence Party enthielten sich. Nachdem die notwendige Bestätigung durch die britische Königin erfolgt war, legte er am darauffolgenden Tag seinen Amtseid ab. Er steht dem Kabinett Drakeford I bzw. Drakeford II vor.
Drakeford zählt zum linken Flügel der Labour Party. Er war das einzige walisische Regierungsmitglied, das sich für Jeremy Corbyn bei dessen Kandidatur zum Vorsitz der Gesamtpartei im Herbst 2015 aussprach. Nach seiner Wahl zum Landesvorsitzenden von Wales kündigte Drakeford an, dass die Partei unter seiner Führung „radikalen sozialistischen Traditionen“ folgen werde. Als politische Vorbilder sieht er, neben Rhodri Morgan, noch Aneurin Bevan und Michael Foot. Zu seinen vordrängendsten Aufgaben für die nähere Zukunft zählt er, neben der Bewältigung des Brexits, die Lösung des Problems des Neubaus einer hochumstrittenen Umfahrungsstrecke für Newport sowie innerparteilich die Heilung der Verwerfungen, die durch die Entlassung und den anschließenden Suizid des Ministers Carl Sargeant entstanden waren. Er setzt sich außerdem für Rauchverbote in Innenstädten ein.

## Sonstiges
Drakeford ist unter anderem Mitglied der Gewerkschaften Unite the Union und Unison sowie Fördermitglied in der LGBT-Gruppe von Labour.  Er ist verheiratet und hat drei erwachsene Kinder.